# Emel Dereli
Emel Dereli (* 25. Februar 1996 in Yenice) ist eine türkische Leichtathletin, die sich auf das Kugelstoßen spezialisiert hat und aktuell Inhaberin des Landesrekordes ist.

## Sportliche Laufbahn
Emel Dereli nahm bereits im Alter von 16 Jahren an den Hallenweltmeisterschaften 2012 in Istanbul teil, bei denen sie jedoch mit 16,02 m in der Vorrunde ausschied. Kurz zuvor gewann sie bei den Balkan-Hallenmeisterschaften in Istanbul mit 16,55 m die Silbermedaille. Bei den Juniorenweltmeisterschaften in Barcelona erreichte sie mit 15,86 Metern den achten Platz. 2013 stellte sie bei den Jugendweltmeisterschaften mit 20,14 m einen neuen Meisterschaftsrekord mit der 3 Kilogramm schweren Kugel auf und sicherte sich die Goldmedaille. Wenige Wochen später erzielte sie einen neuen Nationalrekord von 18,04 m bei den Junioreneuropameisterschaften in Rieti. Sie qualifizierte sich auch für die Weltmeisterschaften in Moskau, bei denen sie aber mit 16,60 m in der Qualifikation ausschied. Zudem gewann sie bei den Balkan-Meisterschaften in Stara Sagora mit 16,02 m die Silbermedaille, wie auch bei den Balkan-Hallenmeisterschaften 2014 in Istanbul mit 16,96 m. Daraufhin gewann sie die bei den Juniorenweltmeisterschaften in Eugene mit einem Stoß auf 16,55 m die Bronzemedaille. und siegte zuvor bei den U23-Mittelmeermeisterschaften in Aubagne mit 17,19 m. 2015 siegte sie bei den Balkan-Hallenmeisterschaften in Istanbul mit 17,55 m und verteidigte anschließend ihren Titel bei den Junioreneuropameisterschaften in Eskilstuna mit abermals einem neuen Landesrekord von 18,40 m. Bei den Europameisterschaften 2016 in Amsterdam gewann sie mit 18,22 m die Bronzemedaille hinter der Deutschen Christina Schwanitz und Anita Márton aus Ungarn. Zudem qualifizierte sie sich für die Teilnahme an den Olympischen Spielen in Rio de Janeiro, bei denen sie mit 17,01 m in der Qualifikation ausschied. In diesem Jahr siegte sie auch bei den Balkan-Hallenmeisterschaften mit 18,06 m und gewann bei den Freiluftmeisterschaften in Pitești mit 17,47 m die Silbermedaille.
2017 gewann sie bei den Balkan-Hallenmeisterschaften in Belgrad mit 17,80 m die Silbermedaille und schied anschließend bei den Halleneuropameisterschaften in Belgrad mit 17,10 m in der Qualifikation aus. Anschließend gewann sie bei den Islamic Solidarity Games in Baku mit 17,62 m die Silbermedaille hinter der Kamerunerin Auriol Dongmo und wurde anschließend bei den U23-Europameisterschaften im polnischen Bydgoszcz mit 17,45 m Vierte. Im Jahr darauf siegte sie mit 18,12 m bei den U23-Mittelmeermeisterschaften in Jesolo und 2019 gewann sie bei den Balkan-Hallenmeisterschaften in Istanbul mit 17,77 m die Bronzemedaille, ehe sie bei den Halleneuropameisterschaften in Glasgow mit 16,79 m in der Qualifikation ausschied. Im Herbst startete sie erneut bei den Weltmeisterschaften in Doha, verpasste dort aber mit 17,71 m den Finaleinzug. 2020 gewann sie bei den Balkan-Hallenmeisterschaften in Istanbul mit 17,78 m eine weitere Silbermedaille. Im Jahr darauf scheiterte sie bei den Halleneuropameisterschaften in Toruń mit 17,83 m in der Qualifikation und siegte dann im Juni mit 18,51 m bei den Balkan-Meisterschaften in Smederevo. Anschließend schied sie bei den Olympischen Spielen in Tokio mit 17,81 m in der Vorrunde aus.
2022 siegte sie mit 17,25 m bei den Islamic Solidarity Games in Konya und schied anschließend bei den Europameisterschaften in München mit 16,56 m in der Qualifikationsrunde aus. Im Jahr darauf belegte sie bei den World University Games in Chengdu mit 16,85 m den vierten Platz und 2024 gewann sie bei den Balkan-Hallenmeisterschaften in Istanbul mit 16,80 m die Silbermedaille hinter der Moldauerin Dimitriana Bezede. Ende Mai siege sie mit 18,00 m bei den Freiluft-Balkan-Meisterschaften in Izmir. Kurz darauf gelangte sie bei den Europameisterschaften in Rom mit 17,52 m auf Rang elf. Im August verpasste sie bei den Olympischen Spielen in Paris mit 17,02 m den Finaleinzug.
In den Jahren 2015 und 2019 sowie 2021 und 2024 wurde Dereli türkische Meisterin im Kugelstoßen im Freien sowie 2012, 2016 und von 2019 bis 2021 und 2024 in der Halle.